# تشانغشا
تشانغشا (بالصينية: 长沙市) هي عاصمة هونان، في جنوب وسط الصين، وتقع على المجرى السفلي لـنهر شيانغ، وهو أحد فروع نهر يانغتسي. وتغطي بلديتها مساحة 11819 كيلومتر مربع، ووفقًا لـتعداد 2010، يبلغ عدد سكانها 7044118 نسمة.

## التاريخ
ظلت مدينة تشانغشا مدينة مهمة منذ عصر أسرة تشين (221–207 قبل الميلاد). وبين عامي 750-1100 م كانت تشانغشا مدينة تجارية هامة، وازداد عدد سكانها بشكل كبير. وفي ظل حكم مملكة تشينغ، منذ عام 1664، كانت عاصمة مقاطعة هونان كما كانت سوقًا رئيسية للـأرز. وقد حوصرت المدينة خلال تمرد التايبينغ ولكنها لم تسقط أبدًا في أيديهم. وكانت مدينة تشانغشا هي موقع اعتناق ماو تسي تونغ (Mao Zedong) للـشيوعية. كما أنها كانت مسرحًا لمعارك كبرى في الحرب اليابانية الصينية الثانية بين عامي 1937-45 واحتلتها اليابانيون لفترة قصيرة. وأعيد بناؤها منذ عام 1949، وتعد المدينة في الوقت الحالي أحد الموانئ الرئيسية الداخلية وأحد المراكز التجارية والصناعية.

## المناخ
يظهر الجدول التالي التغييرات المناخية على مدار السنة لتشانغشا:
| البيانات المناخية لـتشانغشا                                                               | البيانات المناخية لـتشانغشا | البيانات المناخية لـتشانغشا | البيانات المناخية لـتشانغشا | البيانات المناخية لـتشانغشا | البيانات المناخية لـتشانغشا | البيانات المناخية لـتشانغشا | البيانات المناخية لـتشانغشا | البيانات المناخية لـتشانغشا | البيانات المناخية لـتشانغشا | البيانات المناخية لـتشانغشا | البيانات المناخية لـتشانغشا | البيانات المناخية لـتشانغشا | البيانات المناخية لـتشانغشا |
| الشهر                                                                                     | يناير                       | فبراير                      | مارس                        | أبريل                       | مايو                        | يونيو                       | يوليو                       | أغسطس                       | سبتمبر                      | أكتوبر                      | نوفمبر                      | ديسمبر                      | المعدل السنوي               |
| ----------------------------------------------------------------------------------------- | --------------------------- | --------------------------- | --------------------------- | --------------------------- | --------------------------- | --------------------------- | --------------------------- | --------------------------- | --------------------------- | --------------------------- | --------------------------- | --------------------------- | --------------------------- |
| الدرجة القصوى °م (°ف)                                                                     | 26.9 (80.4)                 | 30.6 (87.1)                 | 32.8 (91.0)                 | 36.1 (97.0)                 | 36.3 (97.3)                 | 38.2 (100.8)                | 39.7 (103.5)                | 40.6 (105.1)                | 38.2 (100.8)                | 35.1 (95.2)                 | 30.9 (87.6)                 | 24.9 (76.8)                 | 40.6 (105.1)                |
| متوسط درجة الحرارة الكبرى °م (°ف)                                                         | 8.3 (46.9)                  | 10.8 (51.4)                 | 15.1 (59.2)                 | 21.8 (71.2)                 | 26.8 (80.2)                 | 29.9 (85.8)                 | 33.5 (92.3)                 | 32.7 (90.9)                 | 28.3 (82.9)                 | 23.0 (73.4)                 | 17.4 (63.3)                 | 11.5 (52.7)                 | 21.6 (70.9)                 |
| المتوسط اليومي °م (°ف)                                                                    | 4.9 (40.8)                  | 7.2 (45.0)                  | 11.2 (52.2)                 | 17.4 (63.3)                 | 22.4 (72.3)                 | 25.8 (78.4)                 | 29.2 (84.6)                 | 28.3 (82.9)                 | 23.9 (75.0)                 | 18.4 (65.1)                 | 12.8 (55.0)                 | 7.3 (45.1)                  | 17.4 (63.3)                 |
| متوسط درجة الحرارة الصغرى °م (°ف)                                                         | 2.5 (36.5)                  | 4.7 (40.5)                  | 8.3 (46.9)                  | 14.2 (57.6)                 | 19.1 (66.4)                 | 22.7 (72.9)                 | 25.9 (78.6)                 | 25.1 (77.2)                 | 20.7 (69.3)                 | 15.2 (59.4)                 | 9.6 (49.3)                  | 4.2 (39.6)                  | 14.3 (57.9)                 |
| أدنى درجة حرارة °م (°ف)                                                                   | −9.5 (14.9)                 | −12.0 (10.4)                | −2.3 (27.9)                 | 1.9 (35.4)                  | 8.9 (48.0)                  | 13.1 (55.6)                 | 19.7 (67.5)                 | 16.7 (62.1)                 | 11.8 (53.2)                 | 2.4 (36.3)                  | −2.8 (27.0)                 | −10.3 (13.5)                | −12.0 (10.4)                |
| الهطول مم (إنش)                                                                           | 73.7 (2.90)                 | 94.6 (3.72)                 | 139.6 (5.50)                | 187.9 (7.40)                | 181.1 (7.13)                | 223.6 (8.80)                | 142.6 (5.61)                | 107.1 (4.22)                | 76.5 (3.01)                 | 72.6 (2.86)                 | 81.4 (3.20)                 | 47.4 (1.87)                 | 1٬428٫1 (56.22)             |
| متوسط أيام هطول الأمطار (≥ 0.1 mm)                                                        | 13.6                        | 14.0                        | 17.8                        | 18.8                        | 16.3                        | 13.3                        | 9.7                         | 9.9                         | 9.8                         | 11.1                        | 10.2                        | 9.4                         | 153.9                       |
| متوسط الرطوبة النسبية (%)                                                                 | 81                          | 81                          | 81                          | 80                          | 79                          | 81                          | 75                          | 78                          | 80                          | 79                          | 78                          | 77                          | 79                          |
| ساعات سطوع الشمس الشهرية                                                                  | 76.2                        | 63.0                        | 69.4                        | 88.3                        | 122.8                       | 144.8                       | 238.3                       | 229.6                       | 160.0                       | 133.4                       | 115.7                       | 103.2                       | 1٬544٫7                     |
| نسبة وصول أشعة الشمس                                                                      | 24                          | 20                          | 19                          | 23                          | 29                          | 35                          | 56                          | 57                          | 43                          | 38                          | 36                          | 32                          | 35                          |
| المصدر: China Meteorological Administration (precipitation days, sunshine data 1971–2000) |                             |                             |                             |                             |                             |                             |                             |                             |                             |                             |                             |                             |                             |

## توأمة
لتشانغشا اتفاقيات توأمة مع كل من:
- أريتسو
- آوغسبورغ
- فريبورغ
- كاغوشيما (30 أكتوبر 1982 - )
- كيمبرلي
- سانت بول

## أعلام
- زهو رونغجي
- تشنغ وينشان
- لى شياو بنغ
- تان دن
- لاي تشانغ
- لين بياو
- هدسون تايلور
- السيدة داي